# Clu Gulager
Clu Gulager (Nacido William Martin Gulager, Holdenville, Oklahoma; 16 de noviembre de 1928-Los Ángeles, California; 5 de agosto de 2022) fue un actor y director de cine y televisión estadounidense. 
Primero se hizo conocido por su trabajo en televisión, apareciendo en el papel coprotagonista de William H. Bonney (Billy the Kid) en la serie de televisión de NBC, The Tall Man y como Emmett Ryker en otra serie de NBC Western, The Virginian. Más tarde incursionó como actor de películas de terror, The Initiation (1984) y The Return of the Living Dead (1985) de Dan O'Bannon. También estuvo en A Nightmare on Elm Street 2: Freddy's Revenge (1985). En 2005 comenzó a actuar en las películas de terror de su hijo, Feasts y Piranha 3DD, a los 80 años.
El primer papel importante de Gulager en una película fue en The Killers (1964) de Don Siegel con Lee Marvin y Ronald Reagan en su único papel cinematográfico como villano, seguido de un papel secundario en la película Winning (1969) junto a Paul Newman y Joanne Woodward; en el drama de Peter Bogdanovich, The Last Picture Show (1971); y frente a John Wayne en McQ (1974). También apareció en la película independiente Tangerine (2015) y en Once Upon a Time in Hollywood (2019) de Quentin Tarantino.
Gulager dirigió el cortometraje A Day with the Boys, que fue nominado a la Palma de Oro al Mejor Cortometraje en el Festival de Cine de Cannes de 1969.

## Biografía
Nació en Holdenville, Oklahoma, hijo de John Delancy Gulager, que había sido actor antes de ejercer la abogacía en  Muskogee. Su abuela paterna, Martha Schrimsher Gulager, era hermana de Mary Scrimshaw, la madre de Will Rogers, convirtiendo a Clu y Rogers en primos hermanos.
Su padre le dio el apodo "Cherokee" para las aves clu-clu (conocidas en inglés como martins, como su segundo nombre) que anidaban en la casa de los Gulager en el momento de su nacimiento. De 1946 a 1948, Gulager sirvió en el Cuerpo de Marinos de los Estados Unidos. Después de asistir a la Northeastern State University en Tahlequah, Oklahoma, se trasladó a la Universidad Baylor afiliada a los bautistas en Waco, Texas, donde se graduó. Ganó una beca de un año para estudiar en el extranjero en París, donde trabajó con el actor y director francés Jean Louis Barrault. En 1952 regresó a Baylor. En 1960, se casó con la  actriz Miriam Byrd-Nethery. La pareja tuvo dos hijos, John y Tom, y permaneció casada hasta la muerte de ella en el 2003.

## Carrera
En 1958, apareció como Roy Carter en el episodio The Return of Roy Carter (escrito por Gene Roddenberry, creador de Star Trek) en la serie de televisión occidental Have Gun – Will Travel protagonizada por Richard Boone. En la primavera de 1959, Gulager encarnó a Tommy Pavlock en el episodio The Immigrant de la serie de NBC, The Lawless Years, un drama criminal de la década de 1920. En el otoño de 1959, apareció en el episodio The Temple of the Swinging Doll del drama Five Fingers, protagonizado por David Hedison.
El 3 de junio de 1959, actuó como estrella invitada como el fotógrafo sin escrúpulos Elliott Garrison en The Andrew Hale Story en Wagon Train de la NBC. Trabajó en el episodio Appointment at Eleven de la serie Alfred Hitchcock Presents y nuevamente como un convicto fugitivo en Pen Pal el 1 de noviembre de 1960. En The Untouchables, interpretó el papel del asesino mafioso de la vida real Vincent "Mad Dog" Coll. Fue aclamado por su actuación absolutamente escalofriante de ese papel. A finales de 1959, fue elegido como Beau Chandler en el episodio Jessie Quinn de la serie Riverboat, protagonizada por Darren McGavin y Burt Reynolds.

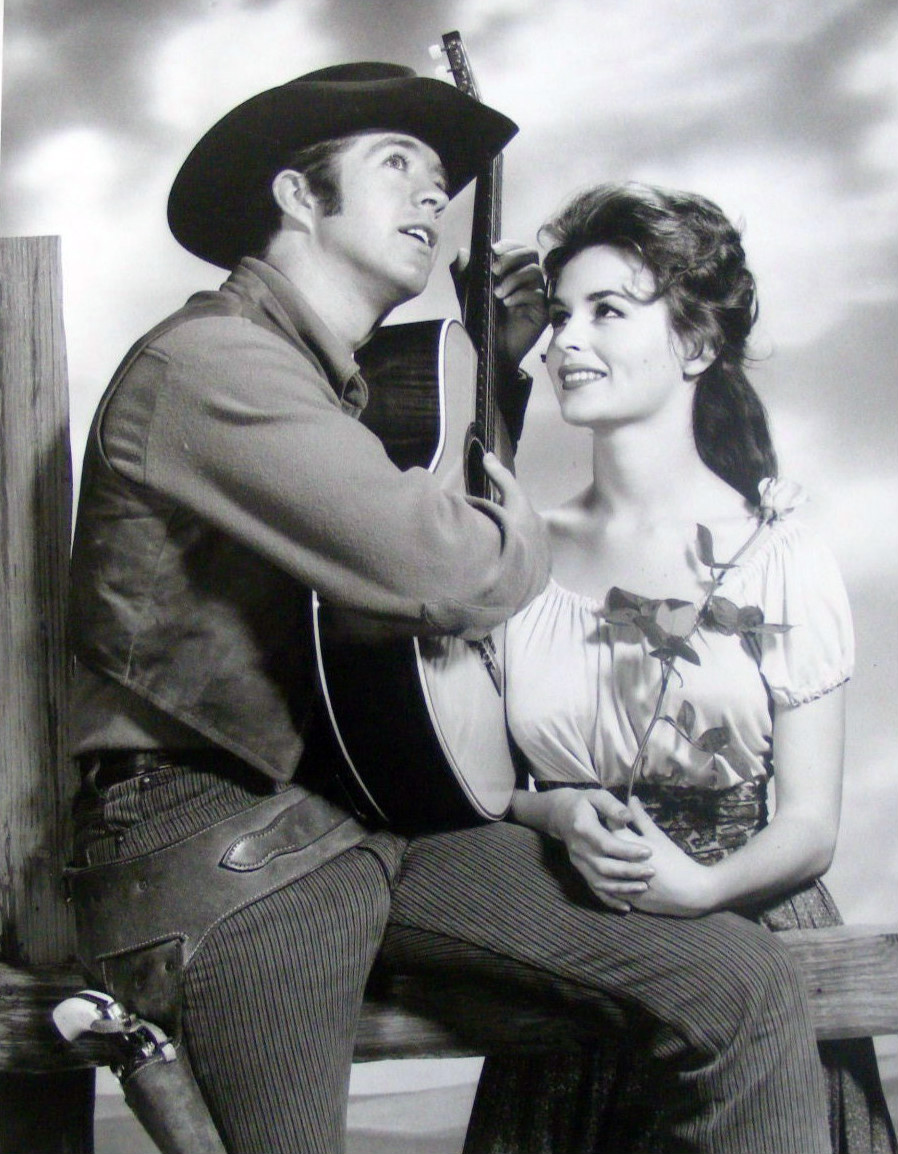
Gulager en el papel de "Billy the Kid" junto a Marianna Hill como su novia, "Rita", en el programa de televisión The Tall Man.

Desde 1960 a 1962, interpretó a Billy the Kid en The Tall Man junto a Barry Sullivan como el sheriff Pat Garrett.  En 1961, actuó como estrella invitada en Whispering Smith. Gulager interpretó al ayudante del sheriff Emmett Ryker desde 1964 a 1968 en The Virginian, la serie occidental de 90 minutos en la que actuó con James Drury, Doug McClure, Lee J. Cobb, Roberta Shore, Randy Boone, Gary Clarke y Diane Roter. Apareció más de 60 papeles en cine y televisión, incluida la película Winning, Three for the Road y Bonanza. Actuó junto a Lee Marvin, Ronald Reagan, John Cassavetes y Angie Dickinson en The Killers.
Apareció notablemente en The Last Picture Show (1971). En 1977, participó en la fracasada serie de Rod Taylor, The Oregon Trail, en el episodio The Army Deserter. También interpretó al jefe de Susan Sarandon en una película dramática de 1977, The Other Side of Midnight. En 1981, coprotagonizó el sobrino sufrido de Angela Channing, Chase Gioberti, junto a la ganadora del Oscar Jane Wyman, junto con algunos actores más jóvenes como Lorenzo Lamas, William R. Moses y Jamie Rose, en el episodio piloto de The Vintage Years. (que fue rediseñado como telenovela en horario estelar: Falcon Crest). También fue un actor destacado en la sátira del cine de humor negro de 1985 del director John Landis, Into the Night, una película plagada de cameos de Hollywood.
Fue elegido como Burt Wilson en el clásico de culto de 1985 dirigido por Dan O'Bannon, The Return of the Living Dead. En 2005, Gulager apareció en Feast, seguido de las dos secuelas de la película, Feast II: Sloppy Seconds (2008) y Feast III: The Happy Finish (2009), todas las cuales fueron dirigidas por su hijo, John Gulager. También tuvo un papel menor en la película independiente aclamada por la crítica Tangerine (2015). 

## Filmografía
| Año  | Película                                      | Personaje                                      | Nota                              |
| ---- | --------------------------------------------- | ---------------------------------------------- | --------------------------------- |
| 1964 | Código del hampa                              | Lee                                            |                                   |
| 1966 | And Now Miguel                                | Johnny                                         |                                   |
| 1967 | Sullivan's Empire                             | Juan Clemente                                  | Película para televisión          |
| 1969 | Winning                                       | Larry                                          |                                   |
| 1969 | A Day with the Boys                           |                                                | Director                          |
| 1971 | The Last Picture Show                         | Abilene                                        |                                   |
| 1972 | Molly and Lawless John                        | Diputado Tom Clements                          |                                   |
| 1972 | The Glass House                               | Oficial Cortland                               | Película para televisión          |
| 1972 | Footsteps                                     | Jonas Kane                                     | Película para televisión          |
| 1973 | Call to Danger                                | Emmet Jergens                                  | Película para televisión          |
| 1974 | McQ                                           | Toms                                           |                                   |
| 1974 | Hit Lady                                      | Roarke                                         |                                   |
| 1974 | Gangsterfilmen                                | Glenn Mortenson                                |                                   |
| 1974 | Smile Jenny, You're Dead                      | Detective Milt Bosworth                        | Película para televisión          |
| 1974 | Houston, We've Got a Problem                  | Lou Matthews                                   | Película para televisión          |
| 1977 | The Other Side of Midnight                    | Bill Fraser                                    |                                   |
| 1978 | A Question of Love                            | Mike Guettner                                  | Película para televisión          |
| 1979 | A Force of One                                | Dunne                                          |                                   |
| 1979 | Willa                                         | Joe Welch                                      | Película para televisión          |
| 1980 | Kenny Rogers as The Gambler                   | Rufe Bennett                                   | Película para televisión          |
| 1980 | Skyward                                       | Steve Ward                                     | Película para televisión          |
| 1983 | Living Proof: The Hank Williams Jr. Story     | J.R. Smith                                     | Película para televisión          |
| 1984 | Chattanooga Choo Choo                         | Sam                                            |                                   |
| 1984 | The Initiation                                | Dwight Fairchild                               |                                   |
| 1985 | Into the Night                                | Agente Federal                                 |                                   |
| 1985 | Prime Risk                                    | Paul Minsky                                    |                                   |
| 1985 | The Return of the Living Dead                 | Burt                                           |                                   |
| 1985 | Lies                                          | Doctor Bartlett                                |                                   |
| 1985 | A Nightmare on Elm Street 2: Freddy's Revenge | Señor Walsh                                    |                                   |
| 1985 | Bridge Across Time                            | Peter Dawson                                   | Episodio: Terror at London Bridge |
| 1986 | Hunter's Blood                                | Mason Rand                                     |                                   |
| 1987 | From a Whisper to a Scream                    | Stanley Burnside                               | Título original: The Offspring    |
| 1987 | The Hidden                                    | Teniente Ed Flynn                              |                                   |
| 1987 | Summer Heat                                   | Will                                           |                                   |
| 1988 | Tapeheads                                     | Norman Mart                                    |                                   |
| 1988 | I'm Gonna Git You Sucka                       | Teniente Baker                                 |                                   |
| 1988 | Teen Vamp                                     | El reverendo                                   |                                   |
| 1988 | Uninvited                                     | Albert                                         |                                   |
| 1990 | Dan Turner, Hollywood Detective               | Sargento                                       |                                   |
| 1990 | The Willies                                   | Director de Greeley                            |                                   |
| 1991 | My Heroes Have Always Been Cowboys            | Lentes oscuros                                 |                                   |
| 1992 | Eddie Presley                                 | Sid                                            |                                   |
| 1993 | Killing Device                                | Smitty                                         |                                   |
| 1993 | In the Line of Duty: Ambush in Waco           | McLennan County Sheriff                        | Película para televisión          |
| 1994 | Puppet Master 5: The Final Chapter            | Hombre 1                                       |                                   |
| 1999 | Gunfighter                                    | Tío Buck Peters                                |                                   |
| 1999 | Palmer's Pick-Up                              | Jeb                                            |                                   |
| 2005 | Feasts                                        | Camarero                                       |                                   |
| 2006 | Vic                                           | Vic Reeves                                     | Cortometraje                      |
| 2008 | Feast II: Sloppy Seconds                      | Camarero                                       |                                   |
| 2009 | Feast III: The Happy Finish                   | Camarero                                       |                                   |
| 2012 | Piranha 3DD                                   | Mo                                             |                                   |
| 2015 | Tangerine                                     | El Cherokee                                    |                                   |
| 2015 | Director's Commentary: Terror of Frankenstein | Gavin Merrill                                  |                                   |
| 2016 | Blue Jay                                      | Waynie                                         |                                   |
| 2018 | Children of the Corn: Runaway                 | Crusty                                         |                                   |
| 2018 | Give Til It Hurts                             | Señor Lawson                                   |                                   |
| 2019 | Once Upon a Time in Hollywood                 | Propietario de la librería                     |                                   |
| 2019 | Scream, Queen! My Nightmare on Elm Street     | En el Documental "A Nightmare on Elm Street 2" |                                   |

## Televisión
| Año     | Serie o programa                                         | Papel                                            | Nota                                        |
| ------- | -------------------------------------------------------- | ------------------------------------------------ | ------------------------------------------- |
| 1956    | The United States Steel Hour                             | Danny                                            | Episodio: "Bang the Drum Slowly"            |
| 1956    | Goodyear Television Playhouse                            | Terrible                                         | Episodio: "Stardust II"                     |
| 1957    | Studio One in Hollywood                                  | Lloyd Carpenter                                  | Episodio: "Walk Down the Hill"              |
| 1957    | The Alcoa Hour                                           | James Wesley                                     | Episodio: "15 October 1864"                 |
| 1959    | Black Saddle                                             | Andy Meade                                       | Episodio: "Client: Meade"                   |
| 1959    | Playhouse 90                                             | Zach                                             | Episodio: "The Day Before Atlanta"          |
| 1959    | Westinghouse Desilu Playhouse                            | Young Vix                                        | Episodio: "The Day the Town Stood Up"       |
| 1959    | Laramie                                                  | Soldado Gil Brady                                | Episodio: "Fugitive Road"                   |
| 1959    | The Untouchables                                         | Vincent “Mad dog” Coll                           | Vincent “Mad dog” Coll                      |
| 1959    | The Lawless Years                                        | Tommy Pavolock                                   | Episodio: "The Immigrant"                   |
| 1959    | Have Gun – Will Travel                                   | Roy Carter                                       | Episodio: "Return of Roy Carter"            |
| 1959    | Wanted: Dead or Alive                                    | Joe Collins                                      | Episodio: "Crossroads"                      |
| 1959–64 | Wagon Train                                              | Varios                                           | 5 episodios                                 |
| 1960    | The Rebel                                                | Virgil Taber                                     | Episodio: "Paint a House with Scarlet"      |
| 1959–60 | Alfred Hitchcock Presents                                | Rod Collins / Sailor                             | 2 episodios                                 |
| 1960–62 | The Tall Man                                             | Billy the Kid                                    | 75 episodios                                |
| 1962    | The Alfred Hitchcock Hour                                | Jimmy K. Bresson                                 | Episodio: "Final Vow"                       |
| 1963    | The Virginian                                            | Jake Carewe                                      | Episodio: "The Judgement"                   |
| 1963    | The Virginian                                            | Jud                                              | Episodio: "Run Quiet"                       |
| 1963-68 | The Virginian                                            | Emmet Ryker                                      | 102 episodios, 44 créditos solamente        |
| 1964    | Kraft Suspense Theatre                                   | Dan Walsh                                        | Episodios: "The Deep End"                   |
| 1964    | Dr. Kildare                                              | Dr. Norman Gage                                  | 2 episodios                                 |
| 1968–73 | Ironside                                                 | Frank Clinton / D.W. Donnelly / Jack Brody       | 3 episodios                                 |
| 1969    | The Survivors                                            | Senador Mark Jennings                            | Episodio: "Chapter Twelve"                  |
| 1970    | San Francisco International Airport                      | Bob Hatten                                       | 3 episodios                                 |
| 1971    | The F.B.I.                                               | Lyle Chernik                                     | 2 episodios                                 |
| 1971–75 | Cannon                                                   | B.J. Long / Burdick / Jonathan Quill             | 3 episodios                                 |
| 1972    | Bonanza                                                  | Billy Brenner                                    | Episodio: "Stallion"                        |
| 1972    | Mod Squad                                                | Dustin Ellis                                     | Episodio: "Another Final Game"              |
| 1972    | Medical Center                                           | Jack                                             | Episodio: "The Choice"                      |
| 1972–76 | Hawaii Five-O                                            | Arthur Lambert / Jack Gulley                     | 2 episodios                                 |
| 1973    | Mannix / Kyle Foster/ Episodio: The Man Who Wasn't There |                                                  |                                             |
| 1973    | Kung Fu                                                  | Sheriff Rutledge                                 | Episodio: "Blood Brother"                   |
| 1973    | Walt Disney's Wonderful World of Color                   | Keith Raynor                                     | The Mystery In Dracula's Castle (Parte 1–2) |
| 1973–76 | Barnaby Jones                                            | Sheriff Mack Hollister / Mark Landy              | 2 episodios                                 |
| 1974    | Shaft                                                    | Richard Quayle                                   | Episodio: "The Murder Machine"              |
| 1974    | Get Christie Love!                                       | Comisario Burl Taggert                           | Episodio: "Highway to Murder"               |
| 1974–75 | Police Story                                             | Officer Williams / Tim Keegan                    | 2 episodios                                 |
| 1975    | McCloud                                                  | Johnny Monahan                                   | Episodio: "Lady on the Run"                 |
| 1975    | The Streets of San Francisco                             | Inspector George Turner                          | Episodio: "Poison Snow"                     |
| 1976    | Ellery Queen                                             | Padre Terrence Devlin / Capitán Thomas G. Horton | 2 episodios                                 |
| 1979    | The MacKenzies of Paradise Cove                          | Cuda Weber                                       | 6 episodios                                 |
| 1981    | Falcon Crest                                             | Chase Gioberti                                   | Episodio: "Unaired Pilot"                   |
| 1982    | Quincy M.E.                                              | Larry Krushevitz                                 | Episodio: "For Love of Joshua"              |
| 1982    | CHiPs                                                    | Stoler                                           | Episodio: "The Game of War"                 |
| 1982–86 | The Fall Guy                                             | Col. Halston / Osborne / Marv Jackson            | 3 episodios                                 |
| 1983    | Automan                                                  | Rudolph Brock                                    | Episodio: "The Great Pretender"             |
| 1984    | The Master                                               | Mr. Christensen                                  | Episodio: "Max"                             |
| 1985    | Street Hawk                                              | Will Gassner                                     | Episode: "Fire on the Wing"                 |
| 1985    | Knight Rider                                             | Eugene Hanson                                    | Episodio: "Buy Out"                         |
| 1986    | Airwolf                                                  | Cullen Dixon                                     | Episodio: "Day of Jeopardy"                 |
| 1986    | Magnum P.I.                                              | Theo Wolf                                        | Episodio: "Way of the Stalking Horse"       |
| 1986    | Simon & Simon                                            | Nathan Sloan                                     | Episodio: "The Manual"                      |
| 1986    | North and South, Book II                                 | General Philip Henry Sheridan                    | Miniseries                                  |
| 1985–87 | Murder, She Wrote                                        | Ray Carter / Mike Gann / Carl Mestin             | 3 episodios                                 |
| 1988    | MacGyver                                                 | Walt Kirby                                       | Episodio: "Thin Ice"                        |
| 1995    | Kung Fu: The Legend Continues                            | Diputado Clay Hardin                             | Episodio: "Gunfighters"                     |
| 1995    | Beavis and Butt-Head                                     | Compañero de guerra de Anderson                  | Episodio: "What's the Deal?"                |
| 1995    | Walker, Texas Ranger                                     | Duke Jamison                                     | Episodio: "Final Justice"                   |
| 1996    | Dr. Quinn, Medicine Woman                                | Art McKendrick                                   | Episodio: "Medicine Man"                    |